# USA Hockey National Team Development Program
Das National Team Development Program (NTDP; zum Teil auch USNTDP) des US-amerikanischen Eishockeyverbandes USA Hockey ist ein Programm zur Förderung von talentierten Nachwuchsspielern aus den Vereinigten Staaten. Es wurde 1996 gegründet und ist seit 2015 in Plymouth ansässig.

## Konzept
Das National Team Development Program wurde ins Leben gerufen, um talentierte Eishockeyspieler unter 18 Jahren zentral zu fördern. Dabei besuchen die Mitglieder, die grundsätzlich zwei Jahre im Programm verbringen, die Ann Arbor Pioneer High School und sind bei Gastfamilien untergebracht. Im sportlichen Bereich sind die Spieler entweder dem U17- oder U18-Team zugeordnet. Dabei spielt die U17 in der Eastern Conference der United States Hockey League (USHL), während die U18 keinem regulären Ligaspielbetrieb angehört und sich stattdessen mit Mannschaften aus USHL sowie aus den Conferences der NCAA misst. Bis 2010 spielten die Teams allerdings in der North American Hockey League. Darüber hinaus fungieren die Kader beider Mannschaften im Wesentlichen als Junioren-Nationalmannschaften des Landes und vertreten die Vereinigten Staaten somit bei Junioren-Weltmeisterschaften und weiteren internationalen Turnieren.
Trainer der Mannschaften sind John Wroblewski (U17) und Seth Appert (U18). Seine Heimspiele trug das Team bis 2015 im Ann Arbor Ice Cube von Ann Arbor aus, jedoch zog die Organisation mit Beginn der Saison 2015/16 nach Plymouth um. Dort spielen die Mannschaften fortan in der USA Hockey Arena, die der Verband zuvor erworben, nach sich benannt hatte und die in erster Linie mehr Platz für Turniere und ähnliche Veranstaltungen bietet.

## Alumni
Im NHL Entry Draft wurden inklusive des Draft 2020 bisher über 300 ehemalige Mitglieder ausgewählt, davon 85 allein in der ersten Draftrunde und Jack Hughes, Auston Matthews, Patrick Kane, Erik Johnson sowie Rick DiPietro als First Overall Draft Pick. Mit persönlichen NHL Awards wurden bisher Phil Kessel (Bill Masterton Memorial Trophy), Ryan Kesler (Frank J. Selke Trophy), John Gibson (William M. Jennings Trophy), Patrick Kane (u. a. Calder Memorial, Conn Smythe, Hart Memorial und Art Ross Trophy), Nick Foligno (King Clancy Memorial Trophy und Mark Messier Leadership Award), Auston Matthews (Calder Memorial Trophy, Maurice Richard Trophy), Jason Zucker (King Clancy Memorial Trophy) und Adam Fox (James Norris Memorial Trophy) geehrt. Kane und Kessel zählen neben Matt Greene, Brandon Saad, Brett Lebda, Andrew Hutchinson, Ian Cole, Bryan Rust, Ron Hainsey und Kevin Shattenkirk auch zu den Spielern, die den Stanley Cup gewinnen konnten.
Weitere bekannte Spieler, die im NHL All-Star Team oder NHL All-Star Game vertreten waren, sind Ryan Suter, Justin Faulk, Cam Fowler, Jimmy Howard, Mike Komisarek, Jamie McBain, Dylan Larkin, Seth Jones, Jack Eichel, Zach Werenski, Noah Hanifin, Clayton Keller, Kyle Palmieri, Quinn Hughes, Matthew Tkachuk und Brady Tkachuk.